# Glenelg
Glenelg est une banlieue populaire en bord de mer d'Adélaïde en Australie-Méridionale (Australie), à 9 km du centre-ville. Au recensement de 2011, Glenelg a une population de 3 448 habitants et une superficie de 0,88 km2. Elle fait partie de la ville de Holdfast Bay. Glenelg est devenu une destination touristique populaire en raison de sa plage et de nombreuses attractions, plusieurs hôtels et des dizaines de restaurants.

## Historique et caractéristiques
Fondée en 1836, Glenelg est la plus ancienne colonie européenne sur le continent en Australie du Sud (la plus ancienne est Kingscote sur Kangaroo Island), avec la proclamation de la colonie de l'Australie du Sud. Elle est nommée d'après Lord Glenelg, un membre du cabinet britannique et secrétaire d'État à la Guerre et des Colonies. 
Les premiers colons britanniques mettent le cap sur l'Australie du Sud en 1836. Plusieurs endroits sont envisagés, y compris Kangaroo Island, Port Lincoln et Encounter Bay. Les plaines d'Adélaïde sont choisies par le colonel William Light et le gouverneur John Hindmarsh proclame la province d'Australie du Sud sur le site de The Old Gum Tree à Glenelg North, le 28 décembre 1836.
Le premier bureau de poste à Glenelg ouvre le 5 décembre 1849. Le premier receveur des postes est John McDonald, de l'auberge Saint-Léonard. Un bureau de télégraphe ouvre en septembre 1859 et les deux bureaux fusionnent en 1868. Le bâtiment actuel du bureau de poste sur Moseley Place est construit en 1912. 
La construction de l'Institut de Glenelg, qui est maintenant la mairie de Glenelg, commence en 1875. L'institut ouvre en 1877, avec des salles de conférence, une salle de concert et une bibliothèque. La structure classique est conçue par Edmund Wright, dont les travaux incluent la mairie Adelaide et Adelaide General Post Office sur la rue King William. La salle se trouve sur Moseley Square, juste à côté de la plage. Le conseil de la ville acquiert la salle en 1887. Aujourd'hui, il abrite des restaurants et un musée, le Centre de découverte de la baie.
La construction de la première jetée de Glenelg débute en août 1857. Elle ouvre le 25 avril 1859. Coûtant plus de £ 31 000 (livres sterling) à construire, la structure est longue de 381 mètres. La jetée est utilisée non seulement par les pêcheurs mais accepte aussi la cargaison de navires, y compris un service de messagerie exploité par P&O, jusqu'à ce que Port Adélaïde la remplace comme port principal d'Adélaïde.
Plusieurs ajouts sont édifiés à la jetée. Un phare est construit en 1872 à la fin de la jetée, mais un an plus tard, il prend feu et jeté à la mer pour sauver le reste de la structure. Un phare de remplacement est construit en 1874 et mesure 12,1 mètres de hauteur. D'autres ajouts incluent des bains publics, un aquarium, un poste de police et un hangar de trois étages avec salons de thé. La structure du kiosque abrite aussi une famille.
Le kiosque est détruit par une tempête en 1943 et l'ensemble de la jetée est détruit par un cyclone en 1948. Deux semaines plus tard, le conseil municipal commence à rédiger des plans pour une nouvelle jetée et la construction s'achève en 1969. La nouvelle structure mesure seulement 215 mètres de long, moins de deux tiers de la jetée d'origine. La deuxième jetée est toujours là aujourd'hui, à la fin de Jetty Road.
Glenelg est un lieu populaire pour les loisirs durant une grande partie de son histoire. Après le succès de Luna Park à Melbourne, un parc d'attractions similaire est construit sur la zone côtière de Glenelg en 1930. Luna Park Glenelg (en) est placée en liquidation volontaire en 1934 et tous les manèges (à l'exclusion d'un seul carrousel) sont démontés, achetés par les administrateurs, et transportés à Sydney où ils sont utilisés pour créer Luna Park Milsons Point. Les gestionnaires du parc affirment que les raisons de la fermeture sont l'incapacité à faire de l'argent le parc tel qu'il est et l'opposition aux changements du Conseil et des résidents qui ont peur que des « indésirables » soient attirés dans la région.
Construit près de l'ancien site de Luna Park, Magic Mountain (en) ouvre en 1982. Il présente des glissades d'eau, mini-golf, bateaux tamponneurs, autos tamponneuses et beaucoup d'autres attractions populaires auprès de nombreux habitants d'Adélaïde. Il est également largement critiqué, qualifié « d'horreur » et assimilé à une « chute de chien géant » dans les médias ; malgré cela, il est fortement apprécié par les jeunes enfants et les adolescents.
Dans le cadre du développement Holdfast Shores, Magic Mountain est finalement démoli en 2004 et remplacé par The Beachouse, un centre moderne avec un design plus conservateur qui intègre toujours le carrousel historique. Il a ouvert à la mi-2006.
L'Atlantic Tower est construite à Glenelg dans les années 1970, étant le plus haut bâtiment résidentiel d'Adélaïde à l'époque. La tour de quatorze étages comporte un restaurant tournant à son sommet et fait partie d'un vaste plan de développement. Beaucoup d'autres immeubles de grande hauteur existent dans Glenelg, y compris les quinze étages du Stamford Grand hôtel sur Moseley Square, construit en 1990 et les douze étages des Liberty Towers, construit en 2004.
Le développement de Holdfast Shores, à partir de la fin des années 1990, comprend la construction de l'immeuble Marina Pier avec son propre port de plaisance privé à Glenelg North et l'Hôtel Pier. Le développement rencontre une forte opposition tant des résidents locaux que de la Ville de Holdfast Bay qui craignent qu'un surdéveloppement ne ruine la région. Certaines parties du plan sont revues à la baisse, le Platinum Building passant de quinze étages à neuf, le complexe de cinéma étant annulé.
La banlieue est bordée par Anzac Highway (en), (le lien direct vers le centre-ville d'Adélaïde) au nord, Brighton Road à l'ouest et Pier Street au sud. Jetty Road est la principale artère commerçante de la ville. Adelaide Metro (en) exploite plusieurs services de bus de Glenelg vers différentes destinations telles la ville d'Adélaïde et l'aéroport d'Adélaïde. Le conseil local exploite un service d'autobus.
Le seul tramway encore en fonction à Adélaïde est la Glenelg Line, qui va de Mosleley Square, le long de Jetty Road à Glenelg, à l'Adelaide Entertainment Centre à Hindmarsh. La ligne date de 1873 et est encore utilisée le week-end et les jours fériés par les tramways historiques H-Class, circa 1929 (en). Le service en semaine est repris par des rames modernes Bombardier Flexity Classic en 2006.
La navigation de plaisance est populaire à Glenelg. Au nord se trouve l'embouchure de la rivière Patawalonga (en) qui est endiguée pour créer un port de plaisance artificiel avec une écluse vers la mer.

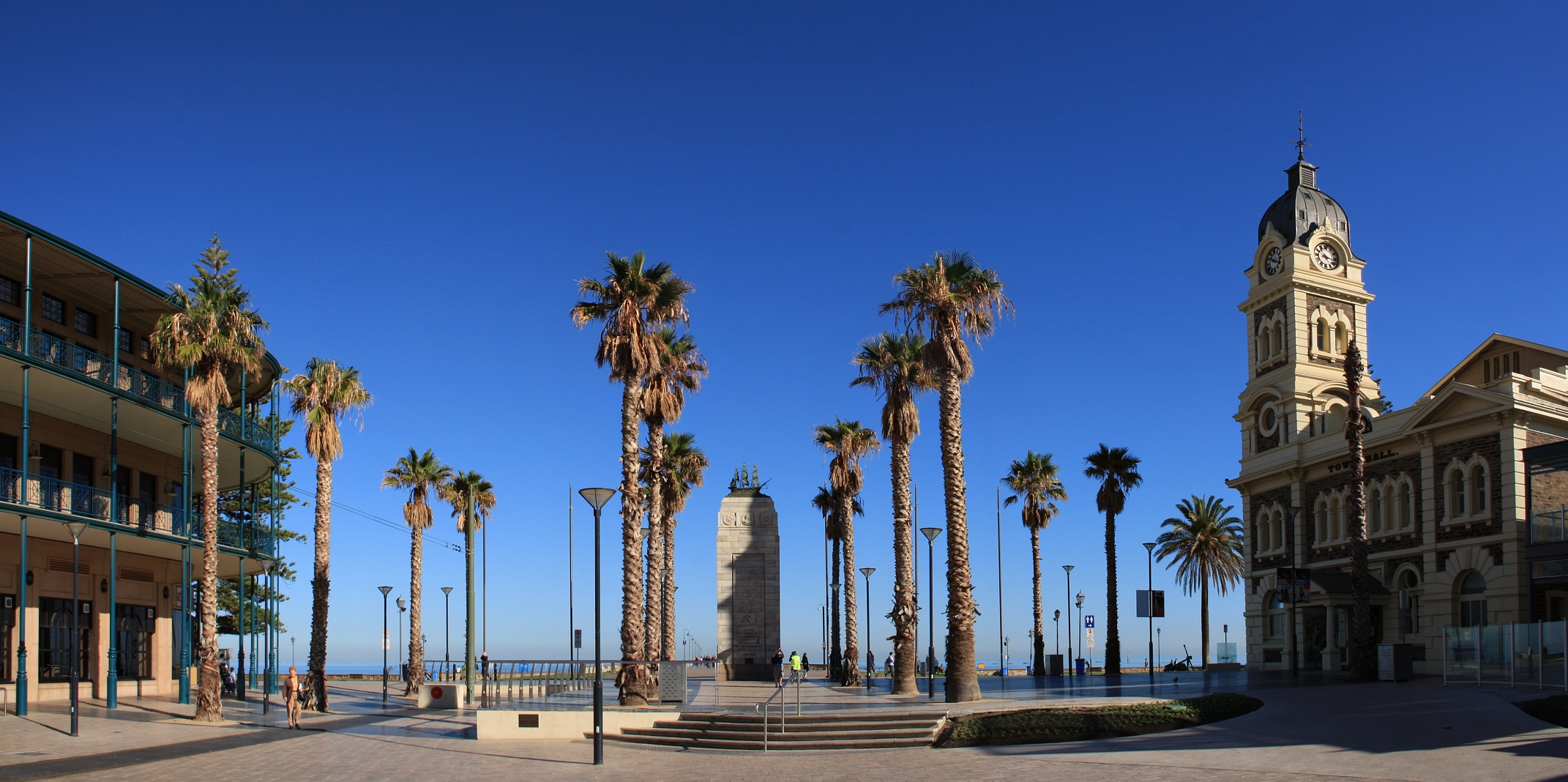

## Jumelage
- La Nouvelle-Orléans (États-Unis)